# Phymeurus
Phymeurus is een geslacht van rechtvleugeligen uit de familie veldsprinkhanen (Acrididae). De wetenschappelijke naam van dit geslacht is voor het eerst geldig gepubliceerd in 1907 door Giglio-Tos.

## Soorten
Het geslacht Phymeurus omvat de volgende soorten:
- Phymeurus angolensis Mason, 1966
- Phymeurus bigranosus Uvarov, 1922
- Phymeurus brachypterus Bolívar, 1889
- Phymeurus chianga Mason, 1966
- Phymeurus fitzgeraldi Mason, 1966
- Phymeurus granulatus Uvarov, 1922
- Phymeurus hamatus Ramme, 1931
- Phymeurus illepidus Walker, 1870
- Phymeurus lomaensis Roy, 1964
- Phymeurus machadoi Mason, 1966
- Phymeurus macropterus Ramme, 1929
- Phymeurus nimbaensis Chopard, 1958
- Phymeurus ocellatus Ramme, 1929
- Phymeurus pardalis Giglio-Tos, 1907
- Phymeurus reductus Ramme, 1929
- Phymeurus rhodesianus Mason, 1966
- Phymeurus rufipes Ramme, 1929
- Phymeurus tricostatus Bolívar, 1889